# 本篤四世
教宗本篤四世（拉丁語：Benedictus PP. IV；卒于903年夏）天主教会第117代教宗。於900年1月至5月－903年7月岀任教宗。
本篤四世是罗马人，貴族出身。900年1月先代教宗若望9世死后，5月本篤四世被選为新教宗。意大利国王斯波莱托的兰贝托死后，王室紛争不断，本篤四世調停努力失敗。903年8月，在位3年2个月，本篤四世去世。

## 譯名列表
- 本篤四世：天主教香港教區禮儀委員會：禧年專頁 （页面存档备份，存于）、香港天主教教區檔案　歷任教宗、《大英簡明百科知識庫》2005年版[永久]作本篤。
- 本尼狄克四世：《世界人名翻譯大辭典》1993年版作本尼狄克。